# Awtaljon (uczony)
Awtaljon, Abtaljon (hebr. אבטליון) – żydowski uczony, przywódca faryzeuszy, wiceprzewodniczący sanhedrynu i przewodniczący bejt dinu. Wraz z Szemajaszem tworzył czwartą Zugot.
Pochodził z nieżydowskiej rodziny, przeszedł jednak na judaizm. Był uczniem Jehudy ben Tabbaja i Szymona ben Szetacha. Prawdopodobnie przez część życia mieszkał w Aleksandrii.
Nauki Awtaljona i Szemajasza zapisane zostały w Hagadzie, prawdopodobnie są także pierwszymi uczonymi, których halacha przekazywana była kolejnym pokoleniom. Jego uczniami byli m.in. Hillel i Szammaj.